# Dezső Bundzsák
Dans le nom hongrois Bundzsák Dezső, le nom de famille précède le prénom, mais cet article utilise l’ordre habituel en français Dezső Bundzsák, où le prénom précède le nom.
Dezső Bundzsák, né le 3 mai 1928 à Budapest, et mort le 1er octobre 2010, est un footballeur international hongrois ayant évolué au poste de milieu de terrain.

## Carrière
Tout au long de sa carrière de footballeur, il reste fidèle au Vasas SC. Pendant quatorze saisons, il y joue 249 fois et marque 73 buts. Avec son club de toujours, il participe à la Coupe d'Europe des clubs champions 1957-1958 au cours de laquelle ils atteignent les demi-finales où ils s'inclinent contre le Real Madrid, futur vainqueur. 
Il représente la sélection hongroise à vingt-cinq reprises de 1956 à 1961. Il dispute la coupe du monde 1958 avec la Hongrie. Lors du mondial, il joue deux matchs face au pays de Galles et un match contre la Suède.

## Palmarès
- Champion de Hongrie en 1957, 1961 et 1962
- Vainqueur de la Coupe de Hongrie en 1955